# Кнаппе, Карл Фридрих
Карл Фри́дрих Кна́ппе (Карл Ива́нович Кна́ппе), Кнапп (нем. Karl Friedrich Knappe; 1745—1808) — русский живописец-анималист и акварелист немецкого происхождения, академик Императорской Академии художеств.

## Биография
Карл Фридрих Кнаппе родился в Санкт-Петербурге. Был учеником Иоганна Фридриха Гроота и, подобно ему, работал в Санкт-Петербурге, где в то время при императорском дворе был спрос на произведения по его специальности.
Был приглашён преподавателем в Императорскую Академию художеств (1770). Получил звание «назначенного в академики» (1773) за картину «Болонская собачка с битыми птицами». Получил звание академика (1774) за картину «Живая лисица, растерзывающая похищенную ей домашнюю утку».
В Академии художеств ему было поручено преподавание живописи зверей и птиц. В 1785-м был советником академии, а спустя десять лет из-за упразднения в ней класса живописи, в котором он преподавал, был отправлен в отставку.
Кнаппе работал преимущественно акварелью и гуашью. Ему принадлежат, помимо прочих, рисунки «Flora Rossica», опубликованные Академией наук.

## Семья
Дочь Екатерина — мать архитектора Осипа Ивановича Бове.

## Галерея

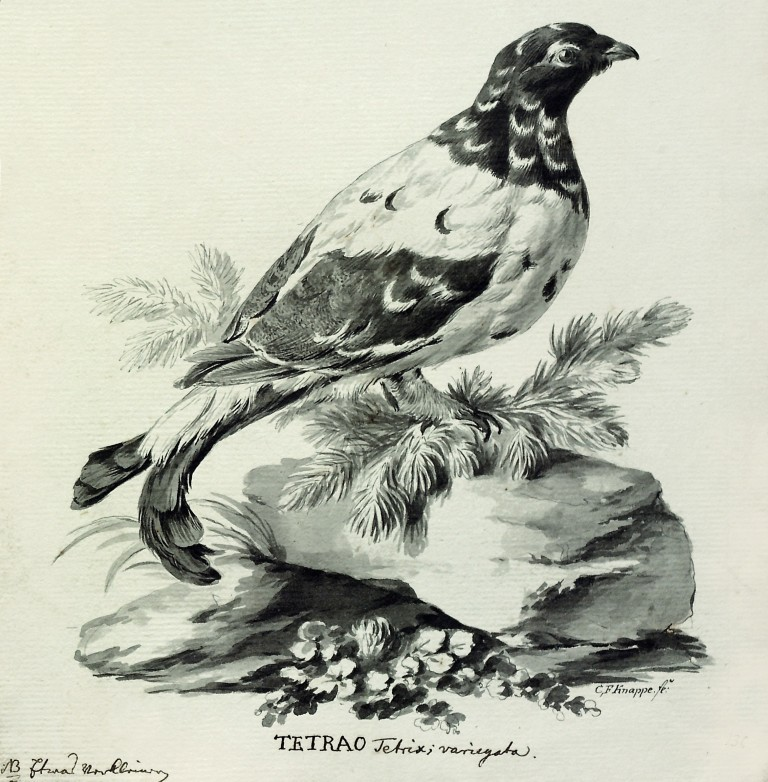
Тетерев-косач. Гравюра из материалов экспедиции под руководством Петера Симона Палласа (1768—1774).
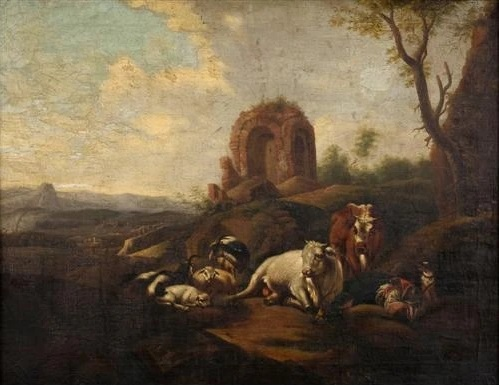
Пасторальный пейзаж
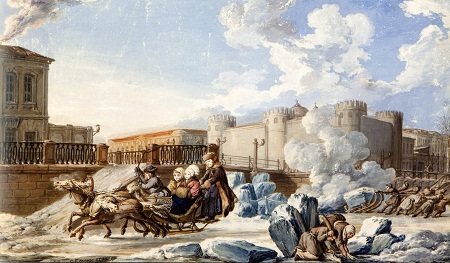
Мойка у Тюремного замка
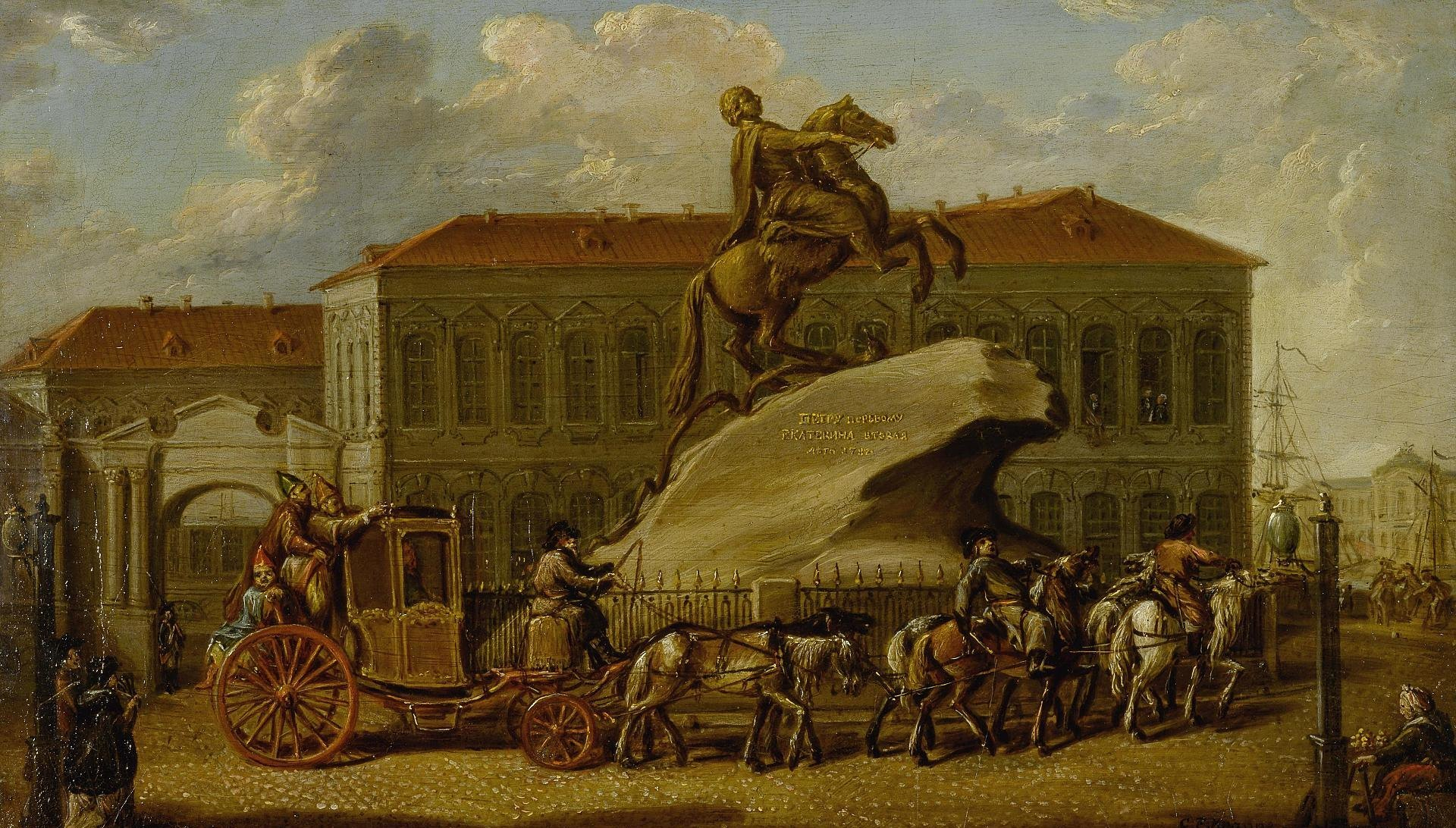
Сенатская площадь
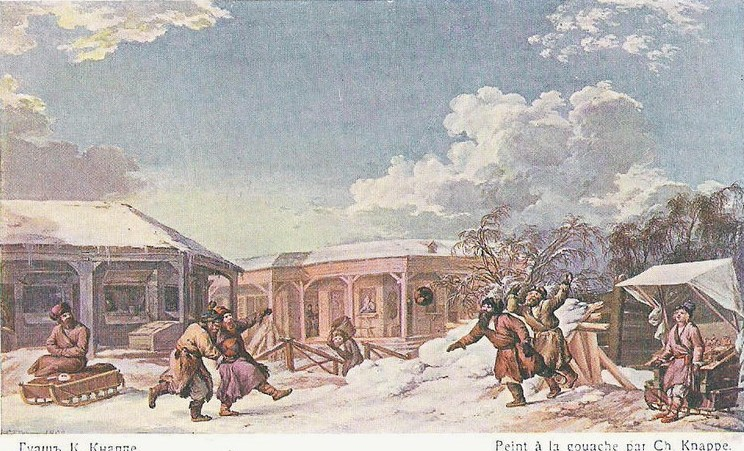
Сытный рынок в XVIII веке
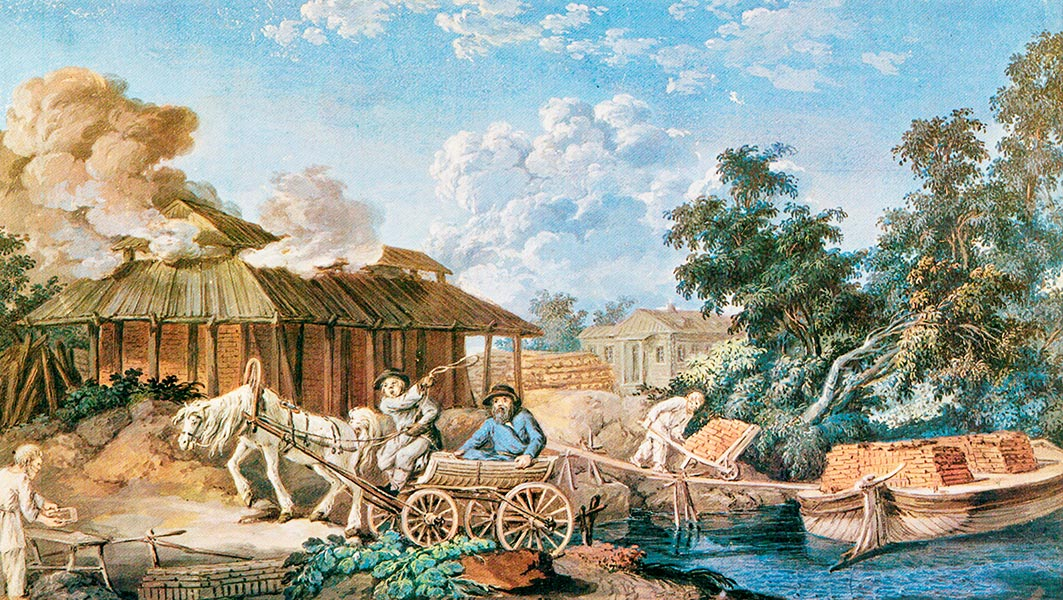
Кирпичный завод в поместье